# Kỳ ảo lãng mạn

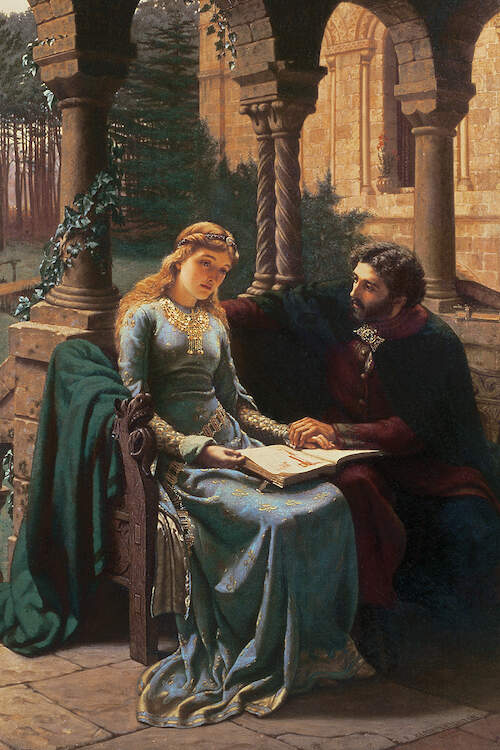

Kỳ ảo lãng mạn là một tiểu thể loại của thể loại kỳ ảo, dùng để chỉ những câu chuyện kỳ ảo mang nhiều yếu tố và cách thức của thể loại lãng mạn. Một trong những đặc điểm cơ bản của thể loại kỳ ảo lãng mạn là chú trọng đề cập đến các mối quan hệ, cả về xã hội, chính trị và các mối quan hệ lãng mạn. Nhà văn dòng kỳ ảo và dòng lãng mạn đều có thể viết các tác phẩm thuộc thể loại này. Một số nhà xuất bản phân biệt "kỳ ảo lãng mạn" với "lãng mạn kỳ ảo" ở chỗ "kỳ ảo lãng mạn" thì yếu tố kỳ ảo là quan trọng nhất còn "lãng mạn kỳ ảo" thì yếu tố kỳ ảo là quan trọng nhất. Số khác cho rằng "ranh giới nữa kỳ ảo lãng mạn và lãng mạn kỳ ảo đang dần biến mất, hoặc nếu có, thì chúng cũng thay đổi liên tục".